# 반우
반우(潘佑, 938~973)는, 중국 유주(幽州, 베이징) 사람으로 오대십국의 하나였던 남당(南唐)의 관인이다.
남당에서 여러 차례 관직을 역임하여 우부원외랑(虞部員外郎) 내사사인(內史舍人)이 되었다. 그는 《주례》(周禮)를 근거로 하여 토지 제도 개혁을 포함한 여러 가지 변법을 행했으나 실패했다. 

## 개요
반우는 고전과 경사에 해박하였으며 특히 노장(老莊)의 말을 좋아하였고, 문사가 민첩하고 그 문채가 뛰어났다고 전하고 있다. 그가 초한 《남한서》(南漢書)는 수천 개의 말로 이루어져 있었고 그안에 담긴 정리나 언사가 매우 적합하여 당시 칭송이 있었다고 한다. 이밖에도 행서나 초서 등 서예에도 뛰어났는데, 저서로 《형양집》(滎陽集, 전10권)이 있었다고 하나 전해지지 않는다.
남당의 후주 이욱(李煜)은 몹시 방탕하고 사치스러운 생활을 벌였는데 반우는 일곱 차례에 걸쳐 상소를 올려 이를 간언하였으나 서현(徐鉉), 장계(張洎)의 배척으로 개보(開寶) 6년 후주의 명으로 하옥되었고, 감옥에서 자결하였다. 975년 후주(後周)와 송(宋)의 공격으로 남당은 멸망하였다.
이후 978년, 송 왕조의 관인이 된 서현이 송태종의 명으로 이욱을 엿보게 되었을 때, 이욱은 "애초에 내가 잘못하여 반우와 이평(李平)을 죽였으니 후회스럽다"고 한탄하였다고 한다.
반우의 생애에 대해서는 마령(馬令)의 《남당서》(南唐書), 육유(陸游)의 《남당서》, 《송사》(宋史) 본전 및 《군재독서지》(郡齋讀書志) 권4에 실려 전한다.

## 일화
반우는 생전 매우 못생겼는데, 그의 부인은 엄속(严续)의 딸로 매우 용모가 아름다웠다고 한다. 엄씨가 아침에 화장을 하는데 반우가 훔쳐보다가 엄씨가 거울로 그를 보고 놀라 그만 바닥에 쓰러져 버렸다. 반우는 이에 엄씨가 자신을 싫어한다고 것을 깨닫고 그와 이혼했다.